# Otmar Freiherr von Verschuer
Otmar Freiherr von Verschuer (Wildeck, 16 luglio 1896 – Münster, 8 agosto 1969) è stato un medico e biologo tedesco capo dell'ufficio genetico del Terzo Reich, volto a stabilire la purezza della razza.

## Biografia
Collaborò col dottor Josef Mengele, il medico del campo di Auschwitz. Deve inoltre la sua "fama" ad esperimenti genetici per la selezione della "pura razza ariana" durante il periodo nazista. Dopo la fine della Seconda guerra mondiale non venne incriminato e poté insegnare genetica umana all'Università di Münster, riuscendo anche ad ottenere dei risultati di prestigio (divenne per esempio membro della Società Eugenetica Americana nel 1949). Morì nel 1969 a causa di un incidente stradale.